# Astral Projection
Astral Projection ist ein israelischer Goa-Trance Act.

## Wirken
Astral Projection wurde 1994 von den vier Künstlern Avi Nissim, Lior Perlmutter, Yaniv Haviv und Guy Sebbag gegründet. Guy Sebbag verließ die Gruppe bereits wieder im selben Jahr, um an seiner Solokarriere zu arbeiten. Nach dem Erscheinen des Albums Dancing Galaxy (1997) verließ Yaniv Haviv die Gruppe ebenfalls und entschied sich für eine andere Musikrichtung und einen anderen Lebensstil. Außer ihrer ausführlichen Diskografie (meistens mit Phonokol, Transient und ihrer eigenen Plattenfirma, welche mit Phonokol zu Trust in Trance fusionierte), hat die Gruppe eine umfangreiche Agenda mit Welttourneen. Die Softwarefirma People Can Fly hat ihren Namen vom gleichnamigen Stück von Astral Projection gewählt, das auf dem Album Trust in Trance in zwei Versionen zu finden ist.
Insgesamt wurden neun Alben und mehrere EPs produziert, wobei Ten ausschließlich aus Remixes besteht. Mit ihrem schnellen und innovativen Stil haben sie mehrere Hits wie Liquid Sun, Mahadeva, Axis und Utopia kreiert.

## Diskografie

### Alben und EPs
- 1995: SFX – Rainbirds (Music & Sound 0006852MAS)
- 1996: Trust In Trance (TIP Records TIPCD5)
- 1996: The Astral Files (Phonokol)
- 1997: Dancing Galaxy (Phonokol)
- 1998: SFX – The Unreleased Tracks 89-94 (Trust in Trance Records T.I.T. CD016)
- 1999: Another World (Phonokol)
- 1999: In The Mix (Phonokol)
- 2002: Amen (Phonokol)
- 2004: Ten (Phonokol)
- 2010: The Blissdom EP (11th Anniversary Limited Edition) (Phonokol)
- 2010: Open Society EP
- 2012: One EP (TIP Records)
- 2014: Goa Classic Remixed (TIP Records)

### Kompilationen
- 1993: Trust in Trance 1 (Outmosphere Records OUTMOS CD 001)
- 1994: Trust in Trance 2 (Outmosphere Records OUTMOS CD 002)
- 2000: In the Mix (Phonokol 2150-2) (Mixed by Astral Projection)
- 2005: Back to Galaxy (Compact (Nova Media)) (Mixalbum)